# Hemmingen (Hannoveri régió)
Hemmingen település Németországban, azon belül Alsó-Szászország tartományban. Lakosainak száma 18 885 fő (2023. december 31.). Hemmingen Ronnenberg, Springe, Hannover, Pattensen és Laatzen községekkel határos.

## Városrészei
|  | 1. Devese (3,27 km²) 2. Harkenbleck (3,49 km²) 3. Hemmingen-Westerfeld (5,32 km²) 4. Hiddestorf (8,69 km²) 5. Ohlendorf (3,56 km²) 6. Wilkenburg (2,68 km²) |

## Népesség
A település népességének változása:
| Lakosok száma | 18 872 | 18 923 | 18 998 | 18 845 | 18 870 | 18 885 |
|               | 2016   | 2017   | 2019   | 2021   | 2022   | 2023   |